# 山野茂樹
山野 茂樹（やまの しげき、文政6年1月10日（1823年2月20日） - 明治15年（1882年）9月19日）は、幕末-明治時代の武士、殖産家。名は元敏。初め主馬と称した。

## 経歴・人物
陸奥弘前に生まれ、同藩の藩士を務める。同藩の藩校稽古館の総司を務め、用人、参政を歴任。戊辰戦争では奥羽鎮撫総督府への使者をつとめる。明治2年（1872年）100俵を給され、正小参事となる。廃藩後、明治8年（1875年）にはリンゴの試植苗の配布を受け、明治10年（1877年）に初の結実に成功。その他養蚕、養豚などの士族授産事業にもつくした。